# Distrito electoral de West Rock Bluff
West Rock Bluff (en inglés: West Rock Bluff Precinct) es un distrito electoral ubicado en el condado de Cass en el estado estadounidense de Nebraska. En el Censo de 2010 tenía una población de 1622 habitantes y una densidad poblacional de 17,29 personas por km².

## Geografía
West Rock Bluff se encuentra ubicado en las coordenadas 40°55′28″N 95°56′52″O / 40.92444, -95.94778. Según la Oficina del Censo de los Estados Unidos, West Rock Bluff tiene una superficie total de 93.81 km², de la cual 93.54 km² corresponden a tierra firme y (0.29%) 0.27 km² es agua.

## Demografía
Según el censo de 2010, había 1622 personas residiendo en West Rock Bluff. La densidad de población era de 17,29 hab./km². De los 1622 habitantes, West Rock Bluff estaba compuesto por el 96.49% blancos, el 0.06% eran afroamericanos, el 0.31% eran amerindios, el 0.86% eran asiáticos, el 0% eran isleños del Pacífico, el 0.92% eran de otras razas y el 1.36% pertenecían a dos o más razas. Del total de la población el 2.96% eran hispanos o latinos de cualquier raza.